# Lina Marengo
Lina Marengo (19 de janeiro de 1911 – 6 de fevereiro de 1987) foi uma atriz italiana. Ela atuou em mais de 30 filmes, e foi mais ativa entre 1938 e 1943.

## Biografia
Marengo nasceu em Roma e seu filme de estreia foi em Casta Diva (1935), dirigido por Carmine Gallone.
Caracterizada por uma voz levemente rouca, ela foi principalmente ativa em papéis de humor, e frequentemente escalada para ser uma solteirona ou fofoqueira. Ela fez o papel de Serafina em Domani è troppo tardi (1950), dirigido por Léonide Moguy, e estrelou Vittorio De Sica, Lois Maxwell, Gabrielle Dorziat e Pier Angeli. O filme ganhou o prêmio de melhor filme italiano no Venice Film Festival. Ela esteve em quatro filmes dirigidos por De Sica, incluindo Teresa Venerdì (1941). Seu último foi La passeggiata, dirigido por Renato Rascel, e estrelou Renato Rascel, Valentina Cortese e Paolo Stoppa.
Marengo também foi ativa no teatro, em papéis de coadjuvante.
Ela morreu em Roma.

## Filmografia parcial
- Casta Diva (1935)
- Adam's Tree (1936)
- La vedova (1939)
- Lucrezia Borgia (1940)
- Teresa Venerdì (1941)
- È caduta una donna (1941)
- Non ti pago! (1942)
- I due Foscari (1942)
- L'ippocampo (1943)
- Domani è troppo tardi (1950)
- La passeggiata (1953)